# 全缘凤尾蕨
全缘凤尾蕨（学名：Pteris insignis）为凤尾蕨科凤尾蕨属下的一个种。

## 扩展阅读
- 維基物種上的相關：全缘凤尾蕨